# 구암 한백겸 묘 및 신도비
구암 한백겸 묘 및 신도비(久菴 韓百謙 墓 및 神道碑)는 경기도 여주시 강천면 부평리에 있는, 조선 중기의 문신 구암(久菴) 한백겸(1552∼1615) 선생의 묘지 및 신도비이다. 1998년 4월 13일 경기도의 기념물 제165호로 지정되었다.

## 개요
조선 중기의 문신 구암(久菴) 한백겸(1552∼1615) 선생의 묘지이다.
선조 12년(1579) 생원시에 합격한 후 벼슬길에 들어섰으나 정여립 모반사건 때, 모반에 실패하여 자살한 정여립의 시신을 거두어 정성스럽게 장례 지내준 사실이 발각되고, 정여립의 생질(牲姪)인 이진길과의 친분이 문제가 되어 장형(杖刑:곤장으로 볼기를 치는 형벌)을 받고 유배되었다. 그후 임진왜란이 일어나자 죄를 면하고, 관직에 재임용되어 여러 관직을 두루 거쳤다. 파주 목사에 기용되었으나 사양하고 경기도 양주에 내려가 학문에 전념하였다.
실학의 선구자로서 실증적이고 고증학적인 방법으로 조선의 역사·지리를 연구하였고, 종래 역사가들의 학설을 비판하여 이 방면에 새로운 관심을 고조시켰으며 그 결과『동국지리지』,『기전고』와 같은 책을 저술하게 되었다.

## 같이 보기
- 한백겸

## 참고 문헌
- 구암한백겸묘및신도비 - 국가유산청 국가유산포털